# Kritisk micellkoncentration
Kritisk micellkoncentration, engelska critical micelle concentration, CMC, är den koncentration då ytaktiva ämnen, surfaktanter börjar bilda miceller i en lösning.